# Martin Lamou
Martin Lamou (13 de mayo de 1999) es un deportista de Francia que compite en atletismo. Ganó una medalla de plata en el Campeonato Mundial de Atletismo Sub-20 de 2018, en la prueba de triple salto.